# Josef Alexander Henselmann
Josef Alexander Henselmann (* 27. Mai 1963 in München) ist ein deutscher Bildhauer und Maler.

## Leben

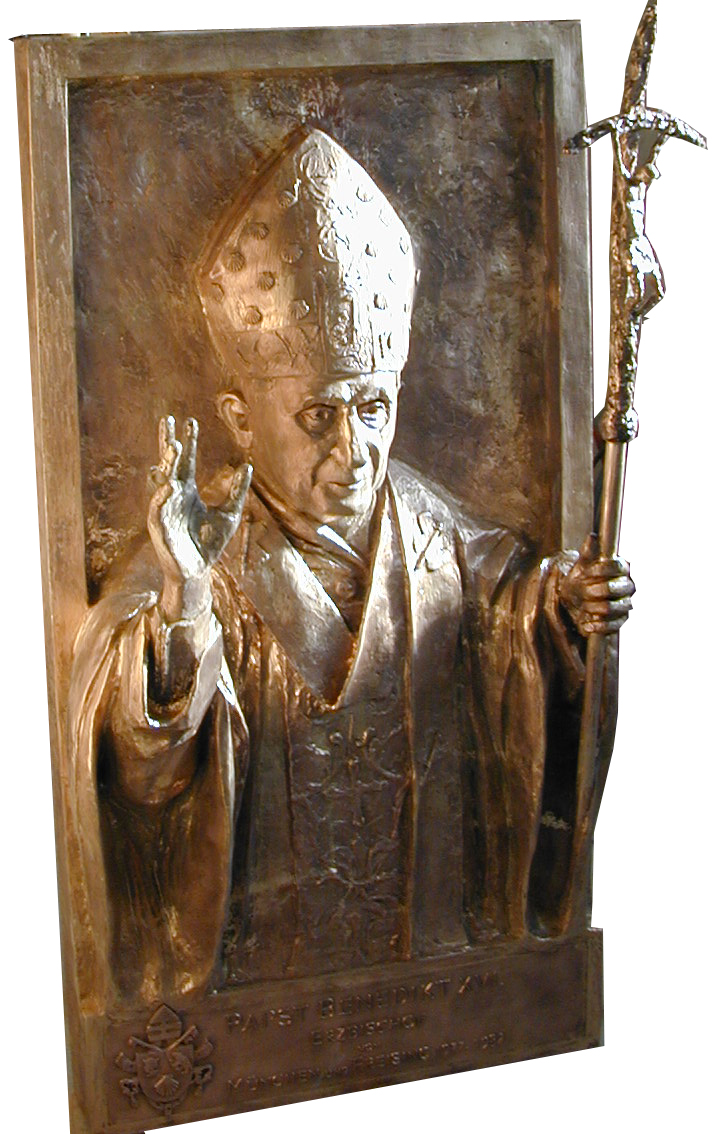
Bronzerelief von Papst Benedikt XVI. in der Münchner Frauenkirche

Henselmann studierte Medizin sowie Bildhauerei an der Akademie der Bildenden Künste München. Seit seinem Studium ist er Mitglied der Katholischen Deutschen Studentenverbindung Trifels München im Cartellverband. Nachdem er 1989 das Diplom für Bildhauerei erworben hatte, wurde er Assistent an dieser Akademie bei Erich Koch. Seit 1990 ist er als freischaffender Bildhauer tätig. 1993 wurde er an der Ludwig-Maximilians-Universität zum Dr. med. promoviert. Henselmann lebte teilweise in Bangalore, dem ‚Silicon Valley‘ Indiens, wo er von 2003 bis 2013 eine Professur für Bildhauerei an der dortigen Universität innehatte. Er arbeitet in seinen Ateliers in München und Krauchenwies. Außerdem führt er das Kunstmuseum in Laiz bei Sigmaringen. Er schuf einige Bronzereliefs für die Münchner Frauenkirche, darunter von Maria Theresia Gerhardinger, Kaspar Stangassinger, Rupert Mayer und Benedikt XVI. 22 Glasbilder zur Geschichte der Luftfahrt sind am Münchener Flughafen zu sehen. In der Maxburg (Münchner Innenstadt) steht seit 2018 die Bronzeskulptur ‚Das Paar‘.
Josef Alexander Henselmann ist ein Enkel des Bildhauers Josef Henselmann und der Malerin Marianne Henselmann (geb. Euler) und stammt somit aus der alteingesessenen Laizer Künstlerfamilie Henselmann.

## Installationen im In- und Ausland
- Kreuz-Gang, Bayerische Vertretung in Bonn und Berlin
- Cage, New York
- Stand-Bilder, Bonn, Ochsenhausen
- Bulky Luggage, MAC-Forum Flughafen München, 2013[2]
- Ebony and Ivory, Königsplatz (München), 2013 im Rahmen des „Play Me I’m Yours“ Projekts[3]

## Gedenkstätten und Mahnmale
- Frauenkirche München: Bronzereliefs von Papst Benedikt XVI. am hinteren linken Pfeiler, Gedenkstätte für Maria Theresia Gerhardinger, Kaspar Stangassinger und Rupert Mayer
- Berchmanskolleg: Portraitbüste Pater Alfred Delp SJ
- Planegg: Denkmal für Karl Leisner

## Ausstattung von Sakralbauten
- Edith-Stein-Kapelle der KHG München
- Kapelle im Ausbildungszentrum für Pastoralreferenten der Erzdiözese München und Freising
- Herz-Jesu-Kapelle, Ochsenhausen
- Pfarrkirche St. Johannes Baptist, Bussen
- Pfarrkirche St. Joseph, Eichenried
- Herz-Jesu-Kirche (Konviktskirche), Ehingen
- Pfarrkirche Heilig Blut (München) Eingangsportal, Taufstein, Büste Pater Alfred Delp
- St. Michael (München) Gestaltung von Ambo, Kantorenpult, Taufbecken
- katholische Pfarrkirche Peter und Paul, Sigmaringendorf

## Brunnen und Plastiken im öffentlichen Raum
- Flughafen München: Geschichte der Luftfahrt im Parkhaus P20
- Sigmaringen: Brunnen in der Berufsschule Sigmaringen
- Altheim: Goldesel, Bremer Stadtmusikanten, Christophorus-Statue am Ortsausgang
- Ochsenhausen: Brunnen vor der Sparkasse
- Seekirch: Skulpturen bei der Aussegnungshalle
- Uttenweiler: Uta-Brunnen
- Dieterskirch: Sebastian-Sailer-Brunnen
- Dettingen an der Iller: Mühlen-Brunnen vor dem Rathaus
- Laupheim: Karl-Lämmle-Brunnen in der Fußgängerzone
- Reutlingendorf: Dorfwächter-Brunnen
- Herrsching am Ammersee: Brunnen im Pfarrhof, Andachtsraum im Haus der Bayerischen Landwirtschaft
- Wallnsdorf: St.-Martins-Brunnen

## Porträtbüsten (Bronze)
- Generalverwaltung der Max-Planck-Gesellschaft in München
- Frauenkirche München
- Residenz München - Cuvilliés-Theater
- Medizinisches Dekanat und Pathologisches Institut der Ludwigs-Maximilians-Universität München
- Berchmannskolleg München
- Heilig Blut-Kirche München